# Serpula longituba
Serpula longituba är en ringmaskart som först beskrevs av Imajima 1979.  Serpula longituba ingår i släktet Serpula och familjen Serpulidae. Inga underarter finns listade i Catalogue of Life.